# نوناتسيافوت
نوناتسيافوت هي منطقة حكم ذاتي يطالب بها الإنويت في نيوفاوندلاند ولابرادور ، كندا. تشمل منطقة الاستيطان أراضي في لابرادور تمتد إلى حدود كيبيك . في عام 2002 ، قدمت جمعية لابرادور إنويت اقتراحًا بالحكم الذاتي المحدود إلى حكومة نيوفاوندلاند و لابرادور . تمت المصادقة على الدستور في 1 ديسمبر 2005 ، وفي ذلك الوقت لم تعد جمعية لابرادور الإنويت موجودة ، وتم إنشاء حكومة نوناتسيافوت الجديدة ، وكانت في البداية مسؤولة عن الشؤون الصحية والتعليمية والثقافية. كما أنها مسؤولة عن تنظيم وإجراء الانتخابات التي تم تنفيذ أولها في تشرين الأول (أكتوبر) 2006. رئيسها الحالي هو يوهانس لامبي الذي تولى منصبه في عام 2016.

## الحكم الذاتي
كانت جمعية الإنويت لابرادور قد رفعت دعوي ملكية لأجزاء من أراضي لابرادور في عام 1977.  في عام 1988 ، بدأت جمعية لابرادور إنويت ، وحكومة مقاطعة نيوفاوندلاند ، وحكومة كندا مفاوضات بناءً على مطالبة الأرض.  تم التوصل إلى اتفاق مبدئي في عام 2001 ، وفي 26 مايو 2004 ، تم التصديق على الاتفاقية من قبل أكثر من 75٪ من الناخبين المؤهلين الذين يخضعون لمطالبة الأرض. 
في 22 يناير 2005 ، وقع إنويت نوناتسيافوت اتفاقية مطالبات أراضي لابرادور إنويت  مع الحكومة الفيدرالية وحكومات المقاطعات التي تغطي 72,520 كـم2 (28,000 ميل2) من الأرض ،  بما في ذلك الجزء الشمالي البارز من لابرادور شمال ناين بالإضافة إلى جزء من ساحل المحيط الأطلسي جنوب هناك. وتشمل الاتفاقية أيضا 44,030 كـم2 (17,000 ميل2) من حقوق البحر.  على الرغم من أن الإنويت لن يمتلكوا المنطقة بأكملها ، فقد تم منحهم حقوقًا خاصة تتعلق بالاستخدام التقليدي للأراضي ، وسوف يمتلكون 15,800 كـم2 (6,100 ميل2) أراضي لابرادور الإنويت المعينة.  كما نصت الاتفاقية على إنشاء منتزه جبال تورنجات الوطني في المنطقة الشمالية من المطالبة بالأرض.
اتفاقية مطالبات أراضي لابرادور إنويت هي معاهدة بين إنويت لابرادور ، وحكومة مقاطعة نيوفاوندلاند ولابرادور ، والحكومة الفيدرالية الكندية ، وهي محمية دستوريًا بموجب حقوق السكان الأصليين والمعاهدات الخاصة بالشعوب الأصلية في كندا الممنوحة بموجب القسم 35 من الدستور , 1982 . 
تمت المصادقة على الاتفاقية من قبل لابرادور إنويت حكومة نيوفاوندلاند و لابرادور والبرلمان الكندي ، حيث حصلت على الموافقة الملكية في 23 يونيو 2005. 
في 1 كانون الأول (ديسمبر) 2005 ، تم اعتماد الدستور رسميًا ، وعُقدت مراسم أداء اليمين لمجلس الوزراء الأول ،  وهي حكومة مؤقتة تتألف من أعضاء مجلس إدارة جمعية لابرادور الإنويت.  شهد هذا اليوم انتقالًا رسميًا للسلطة من حكومة المقاطعة إلى حكومة نوناتسيافوت المشكلة حديثًا "لوضع قوانينها الخاصة المتعلقة بالشؤون الثقافية والتعليم والصحة". 
في أكتوبر 2006 ، عقدت نوناتسيافوت أول انتخابات لتشكيل حكومة من تسعة أعضاء ، والتي أدت اليمين في 16 أكتوبر في هوبيدال . 

### جمعية نوناتسيافوت والمجلس التنفيذي

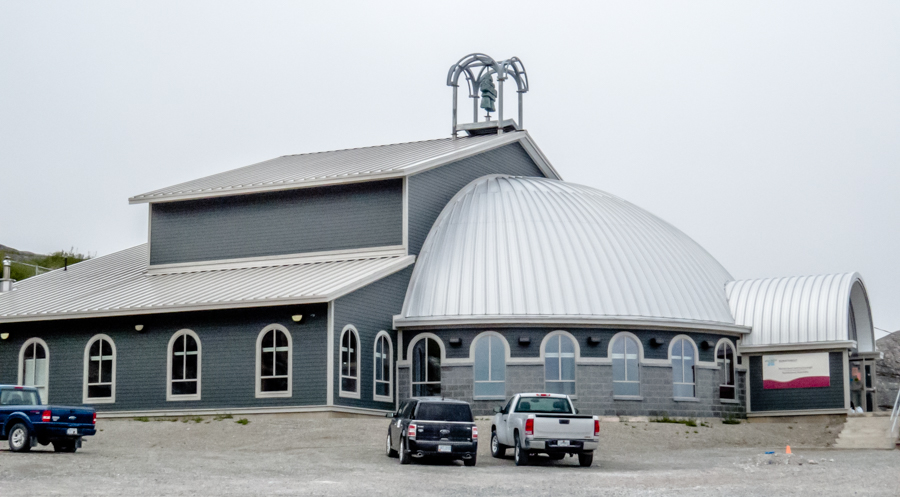
مبنى الجمعية نوناتسيافوت

نص اتفاق المطالبة بالأرض على إنشاء حكومة نوناتسيافوت لتمثيل سكان منطقة المطالبة بالأرض وأي لابرادور إنويت يعيشون في مكان آخر في كندا. ظلت نوناتسيافوت جزءًا من نيوفاوندلاند ولابرادور ، لكن حكومة نوناتسيافوت اكتسبت السلطة القضائية على الصحة والتعليم والعدالة في منطقة المطالبة بالأرض. تعمل نوناتسيافوت في ظل حكومة توافقية داخل النظام البرلماني لكندا.
يقع مقر الهيئة التشريعية للحكومة في هوبيدال ، ومركزها الإداري في ناين . يخضع لقانون الانتخابات نوناتسيافوت . تتكون جمعية نوناتسيافوت من 16 عضوًا على الأقل
من المجلس ، يتم انتخاب عضو للعمل كوزير أول. وستعمل الجمعية كمنتدى لمناقشة القوانين وتشرف على المجلس التنفيذي.
يتم تعيين المجلس التنفيذي لنوناتسيافوت من قبل الوزير الأول. ستنفذ القوانين ، وتضع وتنفذ السياسات ، وتشرع وتعد التشريعات ، وتشرف على إدارة الحكومة ، وتكون مسؤولة أمام المجلس.
تم إنشاء حكومات مجتمع الإنويت في ناين و هوبيدال و ماكوفيك و بوستفيل و ريجوليت. يتكون كل منها من مجلس بلدي ، يتم انتخابه من قبل ومن قبل كل من سكان الإنويت وغير الإنويت ، ويقودها الرئيس التنفيذي والعمدة.
ستمثل مؤسسات مجتمع الإنويت مستوطنات لابرادور إنويت الكبيرة خارج منطقة الاستيطان.

## الإدارات
هناك سبع إدارات يرأسها ستة وزراء مع أمانة نوناتسيافوت برئاسة رئيس المجلس التنفيذي. 
- دائرة المالية والموارد البشرية وتقنية المعلومات
- دائرة التعليم والتنمية الاقتصادية
- دائرة الثقافة والترفيه والسياحة
- دائرة الصحة والتنمية الاجتماعية
- دائرة الأراضي والموارد الطبيعية
- قسم شؤون نوناتسيافوت
- أمانة نوناتسيافوت

## الإدارة المشتركة للحياة البرية والنباتات ومصائد الأسماك التجارية
أنشأ الفصلان 12 و 13 من اتفاقية مطالبات لابرادور انويت مجلس إدارة تورنغات للحياة البرية والنباتات ، ومجلس تورنغات المشترك لمصايد الأسماك. 

## المباني الحكومية
بينما يوجد في كل مجتمع مرافق حكومية ، هناك موقعان رئيسيان:
يقع المكتب الرئيسي لحكومة نوناتسيافوت في 25 طريق إيكاجوكتوفيك في ناين ويضم الوظائف الإدارية لحكومة نوناتسيافوت.
تقع جمعية نوناتسيافوت في هوبيدال . تم افتتاح المبنى في عام 2012 .

## الجغرافيا

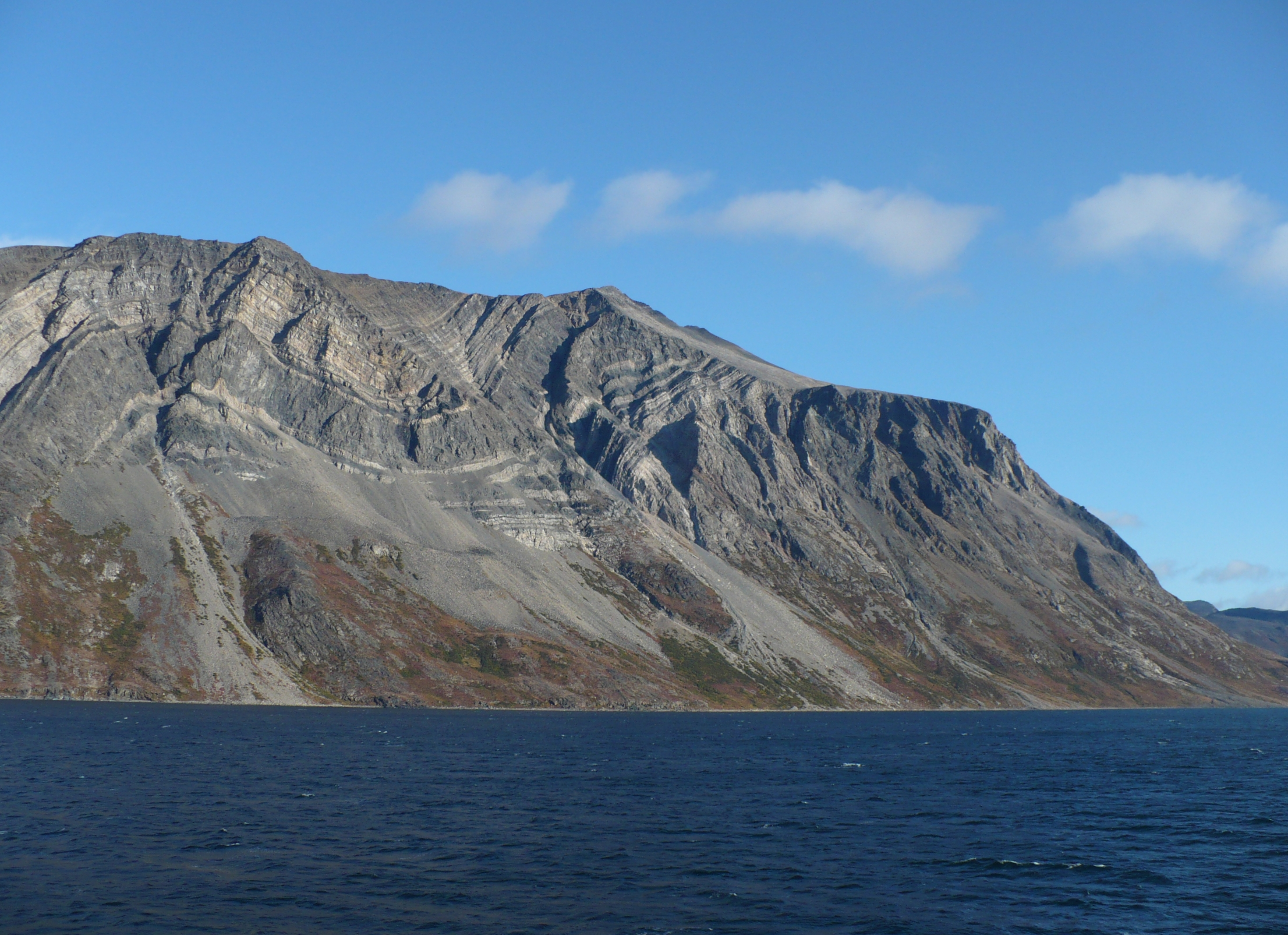
حديقة جبال تورنغات الوطنية

تشمل مطالبة نوناتسيافوت بالأرض المنطقة المحيطة بهاميلتون إنليت والساحل شمالًا إلى نقطة جنوب ديفيس إنليت ؛ يشكل نهر موليجان أيضًا جزءًا من الحدود. كما تطالب بالأرض الواقعة شمال نهرNotakwanon(لا تتوفر ترجمة)وحتى الشمال حتى كيب تشيدلي . نوناتسيافوت هي منطقة الإنويت المعترف بها في أقصى الجنوب في كندا.
تتكون أراضي نوناتسيافوت من منطقتين جغرافيتين. يحتوي الجزء الجنوبي على ريجوليت و ماكوفيك و بوستفيل و هوبيدال ويبلغ عدد سكانه 1433 (اعتبارًا من 2016).  يحتوي الجزء الشمالي على ناين بالإضافة إلى حديقة جبال تورنغات الوطنية.

### المدن
- هوبيدال
- ماكوفيك
- ناين
- بوستفيل
- ريجوليت

### الأراضي المتنازع عليها
قدمت Labrador Métis Nation (LMN) طعنًا في دعوى نوناتسيافوت في المحكمة العليا لنيوفاوندلاند ولابرادور . اقترحت الحكومة الفيدرالية أيضًا أن تنضم الحركة إلى نوناتسيافوت. تضمنت مطالبة الأرض الأصلية لشركة LMN جميع أراضي لابرادور الواقعة جنوب ناين. 

## التقسيم التعدادي رقم 11
في تعداد 2021 الذي أجرته كندا ، بلغ عدد سكان القسم رقم 11, 2323 يعيشون في 780 من إجمالي 845 مسكنًا خاصًا ، وهو تغيير في-9.2% من سكانها لعام 2016 البالغ 2558 . بمساحة 66,787.13 كـم2 (25,786.66 ميل2) ، كان لديها كثافة سكانية تبلغ0٫034782/كم2 (0٫090085/ميل2) في عام 2021. 

### التقسيمات غير المنظمة
- التقسيم ج ( c )
- التقسيم ه ( e )

## التركيبة السكانية

### اللغات الرسمية
| 2016 | 2,555 | 2،525 | 98.8٪  | 0 | 0٪    | 20 | 0.8٪  | 10 | 0.4٪  |
| 2011 | 2,360 | 2335  | 98.94٪ | 0 | 0.00٪ | 10 | 0.42٪ | 10 | 0.42٪ |

### الدِين
وفقًا لتعداد 2011 ، يُعرّف 98.73٪ من سكان نوناتسيافوت على أنهم مسيحيون. 11.25٪ عرفوا بأنهم أنجليكان بينما 79.62٪ عرفوا بأنهم مسيحيون آخرون. تم تحديد 1.49٪ من سكان نوناتسيافوت على أنهم لا دين لهم.

### التركيبة لسكانية
وفقًا لتعداد عام 2016 ، 91.8 ٪ من سكان نوناتسيافوت هم من أصول أصلية. من أصل 2،350 كنديًا من السكان الأصليين ، كان ما مجموعه 2290 من الإنويت ، و 35 من الميتي و 25 من الأمم الأولى . 
تمنح الالتحاق بما تعرفه على أنهما إثنيتان مختلفتان ، الإنويت و Kablunângajuit (مختلط الإنويت الأوروبي).  
| أصل عرقي                         | نسبة السكان |
| -------------------------------- | ----------- |
| الإنويت                          | 88.1٪       |
| إنجليزي                          | 12.9٪       |
| كندي                             | 7.4٪        |
| نرويجي                           | 4.5٪        |
| اسكتلندي                         | 3.5٪        |
| فرنسي                            | 2.7٪        |
| إيرلندي                          | 2.5٪        |
| الأمم الأولى (هندي أمريكي شمالي) | 2.5٪        |
| ميتيس                            | 1.8٪        |
| ألماني                           | 1.2٪        |
| نيوفاوندلاندي                    | 0.8٪        |

## روابط خارجية
- - ويكيميديا
- Government of Nunatsiavut
- Labrador and Inuit Land Claims Agreement at the Department of Labrador and Aboriginal Affairs of the Government of Newfoundland and Labrador
- Labrador Inuit Land Claims Agreement Implementation Plan at the Department of Labrador and Aboriginal Affairs of the Government of Newfoundland and Labrador